# Barret Ehgoetz
Barret Ehgoetz (né le 16 avril 1981 à Kincardine, dans la province de l'Ontario au Canada) est un joueur canadien de hockey sur glace.

## Carrière
Il commence sa carrière junior en 2001 avec les Niagara University dans la College Hockey America. Il joue ses premiers matchs professionnels lors de la saison 2004-2005 et prend sa retraite en 2011.

## Statistiques
| Saison    | Équipe                 | Ligue |    | Saison régulière | Saison régulière | Saison régulière | Saison régulière | Saison régulière |   | Séries éliminatoires | Séries éliminatoires | Séries éliminatoires | Séries éliminatoires | Séries éliminatoires |
| Saison    | Équipe                 | Ligue | PJ | B                | A                | Pts              | Pun              | PJ               | B | A                    | Pts                  | Pun                  |                      |                      |
| 2001-2002 | Niagara University     | CHA   | 29 | 10               | 13               | 23               | 14               | -                | - | -                    | -                    | -                    |                      |                      |
| 2002-2003 | Niagara University     | CHA   | 37 | 20               | 25               | 45               | 50               | -                | - | -                    | -                    | -                    |                      |                      |
| 2003-2004 | Niagara University     | CHA   | 39 | 25               | 27               | 52               | 24               | -                | - | -                    | -                    | -                    |                      |                      |
| 2004-2005 | Niagara University     | CHA   | 36 | 16               | 30               | 46               | 54               | -                | - | -                    | -                    | -                    |                      |                      |
| 2004-2005 | Americans de Rochester | LAH   | 1  | 0                | 0                | 0                | 0                | -                | - | -                    | -                    | -                    |                      |                      |
| 2005-2006 | Grizzlies de l'Utah    | ECHL  | 64 | 14               | 16               | 30               | 38               | 3                | 0 | 0                    | 0                    | 0                    |                      |                      |
| 2006-2007 | Cyclones de Cincinnati | ECHL  | 69 | 18               | 26               | 44               | 72               | 10               | 3 | 5                    | 8                    | 6                    |                      |                      |
| 2007-2008 | Cyclones de Cincinnati | ECHL  | 70 | 18               | 44               | 62               | 38               | 22               | 1 | 10                   | 11                   | 30                   |                      |                      |
| 2008-2009 | Cyclones de Cincinnati | ECHL  | 63 | 22               | 42               | 64               | 20               | 15               | 5 | 6                    | 11                   | 10                   |                      |                      |
| 2009-2010 | Cyclones de Cincinnati | ECHL  | 69 | 23               | 40               | 63               | 48               | 24               | 9 | 8                    | 14                   | 14                   |                      |                      |
| 2010-2011 | Cyclones de Cincinnati | ECHL  | 71 | 19               | 38               | 57               | 30               | 4                | 1 | 2                    | 3                    | 2                    |                      |                      |
| 2010-2011 | Americans de Rochester | LAH   | 2  | 0                | 0                | 0                | 0                | -                | - | -                    | -                    | -                    |                      |                      |